# Elezioni parlamentari in Algeria del 2017
Le elezioni parlamentari in Algeria del 2017 si tennero il 4 maggio per il rinnovo dell'Assemblea popolare nazionale.

## Sistema elettorale
I 462 membri dell'Assemblea Nazionale Popolare vengono eletti tramite rappresentanza proporzionale da 48 circoscrizioni plurinominali basate sulle province. I seggi sono assegnati utilizzando il metodo del quoziente e dei più alti resti.

## Campagna elettorale
I candidati hanno iniziato la loro campagna il 9 aprile 2017.
Tra i partiti che hanno boicottato le elezioni figurano Talaie El-Houriat e Jil Jadid, mentre l'Unione delle Forze Democratiche e Sociali non è stata autorizzata.

## Risultati
| Liste                                                        | Voti      | %     | Seggi |
| ------------------------------------------------------------ | --------- | ----- | ----- |
| Fronte di Liberazione Nazionale                              | 1.655.040 | 25,67 | 161   |
| Raggruppamento Nazionale Democratico                         | 964.729   | 14,96 | 100   |
| Movimento della Società per la Pace - Fronte del Cambiamento | 394.833   | 6,12  | 34    |
| Raggruppamento per la Speranza dell'Algeria                  | 270.560   | 4,20  | 20    |
| Fronte dell'Avvenire                                         | 265.667   | 4,12  | 14    |
| Movimento Popolare Algerino                                  | 241.399   | 3,74  | 13    |
| Alleanza Ennahda - Adala - El Bina                           | 239.457   | 3,71  | 15    |
| Partito dei Lavoratori                                       | 188.187   | 2,92  | 11    |
| Fronte delle Forze Socialiste                                | 152.663   | 2,37  | 14    |
| Fronte Nazionale Algerino                                    | 150.056   | 2,33  | 1     |
| Alleanza Nazionale Repubblicana                              | 121.579   | 1,89  | 6     |
| Partito della Libertà e della Giustizia                      | 88.418    | 1,37  | 2     |
| Nuova Alba                                                   | 83.368    | 1,29  | 1     |
| Partito della Dignità                                        | 81.167    | 1,26  | 3     |
| Movimento per la Riforma Nazionale                           | 77.832    | 1,20  | 1     |
| El Feth                                                      | 68.903    | 1,07  | 1     |
| Raggruppamento per la Cultura e la Democrazia                | 65.841    | 1,02  | 9     |
| Partito dei Giovani                                          | 64.032    | 0,99  | 2     |
| Fronte Nazionale per la Giustizia Sociale                    | 63.827    | 0,99  | 1     |
| Movimento dell'Intesa Nazionale                              | 51.960    | 0,81  | 4     |
| Fronte della Nuova Algeria                                   | 49.413    | 0,77  | 1     |
| Raggruppamento Patriottico Repubblicano                      | 43.046    | 0,67  | 2     |
| El Widha                                                     | 42.757    | 0,66  | 3     |
| Ahd 54                                                       | 42.365    | 0,66  | 2     |
| Movimento El-Infitah                                         | 38.105    | 0,59  | 1     |
| Fronte Militanza Nazionale                                   | 35.100    | 0,54  | 2     |
| Unione delle Forze Democratiche e Sociali                    | 33.372    | 0,52  | 1     |
| Fronte Nazionale per le Libertà                              | 31.987    | 0,50  | 1     |
| Fronte Democratico Libero                                    | 28.790    | 0,45  | 2     |
| Partito Nazionale per la Solidarietà e lo Sviluppo           | 28.617    | 0,44  | 2     |
| Partito del Rinnovamento Algerino                            | 24.662    | 0,38  | 1     |
| Altri <20.000 voti con seggi                                 | 292.159   | 4,53  | 31    |
| Altri                                                        | 467.309   | 7,25  | -     |
| Totale                                                       | 6.446.750 |       | 462   |